# Carl Prien
Carl Friedrich Ulrich Prien (* 5. April 1818 in Sophienhof in Schwansen bei Ludwigsburg; † 24. August 1896 in Lübeck) war ein deutscher Klassischer Philologe, Lehrer und Politiker.

## Leben
Als Sohn eines Gutspächters geboren, studierte Prien nach dem Besuch der Domschule Schleswig ab 1839 Philologie an den Universitäten Kiel und Bonn. Während seines Studiums schloss er sich in Kiel der Burschenschaft Albertina an; in Bonn wurde er 1841 Mitglied und erster Sprecher der Burschenschaft Fridericia Bonn. Nach seinem Examen und Promotion zum Dr. phil. 1845 wurde er Assistent an der Kieler Universitätsbibliothek. Ein Stipendium der Königlich Dänischen Akademie der Wissenschaften ermöglichte ihm von 1846 bis 1848 eine Studienreise nach Italien und Griechenland. 
Nach seiner vorzeitigen Rückkehr aufgrund der Schleswig-Holsteinischen Erhebung wurde er 1848 Lehrer für Geschichte, Geographie und deutsche Sprache an der Seekadettenschule der Schleswig-Holsteinischen Marine in Kiel. Er war auch als Privatdozent für Philologie an der Universität Kiel tätig.
Von 1848 bis 1850 war er Abgeordneter der Landschaft Schwansen in der Schleswig-Holsteinischen Landesversammlung. Von 1851 bis 1853 war er Konrektor der Meldorfer Gelehrtenschule. 
Nach der vollständigen Wiederherstellung der dänischen Herrschaft in den Herzogtümern 1853 musste er Schleswig-Holstein verlassen. Er wurde am 24. August 1853 als Nachfolger von Johannes Classen zum zweiten Professor am Gymnasium Katharineum zu Lübeck berufen. In den Vakanzen nach dem Ende der Direktorate von Johann Friedrich Jacob 1854 und Friedrich Breier 1880 war er geschäftsführender Direktor des Katharineums. Zu Ostern 1884 ging er in Pension.
Er war seit dem 23. Juli 1851 verheiratet mit Bertha, geb. Dittmer († 1889) aus Kiel. Das Paar hatte einen Sohn und zwei Töchter.
Sein besonderes Interesse galt dem Griechisch-Unterricht und dem Werk von Aischylos, zu dem er zwei umfangreiche Schulprogramm-Abhandlungen veröffentlichte. 1856 veröffentlichte er als Gratulationsschrift des Kollegiums zur Amtseinführung von Senator August Ferdinand Siemßen eine Untersuchung der Laokoon-Gruppe. Darin skizzierte er eine von der damaligen Gestalt abweichende Rekonstruktionsmöglichkeit, die noch ohne Kenntnis der erst 1905 aufgefundenen Fragmente den Erkenntnissen des 20. Jahrhunderts zur Originalgestalt erstaunlich nahekam.

## Werke
- Über die Laokoon-Gruppe: ein Werk der Rhodischen Schule. Borchers, Lübeck 1856. (Digitalisat)
- Beiträge zur Kritik von Aeschylos Sieben vor Theben. Schulprogramm, Rathsbuchdruckerei, Lübeck 1856 (Digitalisat).
- Die Symmetrie und Responsion der römischen Elegie. Schulprogramm, Rathsbuchdruckerei, Lübeck 1867 (Digitalisat).